# Coorong District Council
Coorong District Council är en kommun i Australien. Den ligger i delstaten South Australia, omkring 130 kilometer sydost om delstatshuvudstaden Adelaide. Antalet invånare är 5 586.
Följande samhällen finns i The Coorong:
- Meningie
- Tintinara
- Culburra
- Narrung
- Wellington East
- Sherlock
- Coonalpyn
- Peake
- Ki Ki

Trakten runt The Coorong består till största delen av jordbruksmark. Trakten runt The Coorong är nära nog obefolkad, med mindre än två invånare per kvadratkilometer. Genomsnittlig årsnederbörd är 536 millimeter. Den regnigaste månaden är juli, med i genomsnitt 91 mm nederbörd, och den torraste är december, med 15 mm nederbörd.